# Fernando Vázquez

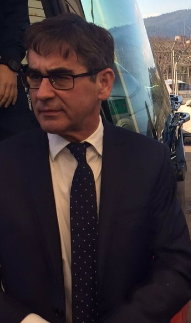
Fernando Vázquez

Fernando Vázquez Pena (geboren 24 oktober 1954) is een Spaanse gepensioneerde voetballer die speelde als centrale middenvelder en de manager van Deportivo de La Coruña is.

## Voetbalcarrière
Vázquez, geboren in het dorp Castrofeito, O Pino, Galicië, was een leraar Engels in Lalín, waar hij zich begon te verdiepen in de atletiek van de school, met name voetbal. Hij begon zijn senior coachingcarrière met de bescheiden CD Lalín in 1986, maar vertrok in 1991 naar het hooggeplaatste Racing de Ferrol.
Vázquez nam van 1994 tot 2004 het roer over van verschillende teams, waarvan de meeste in La Liga. Met RC Celta de Vigo behaalde hij promotie, gevolgd door kwalificatie voor de UEFA Cup, na een zesde plaats in het seizoen 2005-2006.
Vázquez werd ontheven van zijn taken als manager van Celta op 9 april 2007, aan de vooravond van de Galicische derby tegen Deportivo de La Coruña, met zijn team diep verwikkeld in een degradatie gevecht dat het uiteindelijk verloor op de laatste speeldag.
Naast coaching werkte Vázquez ook als expert voor Canal+ in hun UEFA Champions League-verslaggeving. Terwijl hij nog bij Celta was, nam hij samen met Arsenio Iglesias, oude Depor-manager, de leiding over het autonome team van Galicië.
Op 11 februari 2013, na bijna zes jaar weg van clubdienst, werd Vázquez aangesteld bij Deportivo, waar hij de plaats van Domingos Paciência als derde manager van de campagne innam. Aangezien het team op de 20e en laatste plaats eindigde degradeerde ze nog steeds naar de Segunda División.
Vázquez coachte de club om onmiddellijk terug te promoveren nadat hij als tweede eindigde en op 1 juni 2014 verlengde hij zijn contract tot 2016. In juli werd hij echter uit zijn functie ontheven, na enkele verklaringen waarin hij kritiek had op het ondertekeningsbeleid van de club.
Op 19 januari 2016, na bijna 18 maanden zonder club, werd Vázquez benoemd tot manager van RCD Mallorca. Ernstig met degradatie bedreigd, wist hij de drop op de laatste speeldag te vermijden.
Vázquez werd op 6 december 2016 ontslagen, na slechts één overwinning in zes wedstrijden. Op 29 december 2019, na meer dan drie jaar weg van het management, keerde hij terug naar Deportivo voor een tweede stint, ter vervanging van de ontslagen Luis César Sampedro.